# Saint-Martin-Belle-Roche
Saint-Martin-Belle-Roche település Franciaországban, Saône-et-Loire megyében. Lakosainak száma 1388 fő (2022. január 1.). Saint-Martin-Belle-Roche Asnières-sur-Saône, Vésines, Charbonnières, Mâcon és Senozan községekkel határos.

## Népesség
A település népessége az elmúlt években az alábbi módon változott:
| Lakosok száma | 1336 | 1380 | 1410 | 1392 | 1390 | 1389 | 1387 | 1390 | 1388 |
|               | 2013 | 2015 | 2016 | 2017 | 2018 | 2019 | 2020 | 2021 | 2022 |